# Carta às Mulheres
Carta às mulheres é uma carta aberta que o Papa João Paulo II publicou dirigida às mulheres do mundo inteiro, por ocasião da IV Conferência Mundial sobre a Mulher em Pequim, em 29 de junho de 1995.
Neste documento o papa felicita a ONU pela iniciativa e afirma que a Igreja também se propõe oferecer a sua contribuição para a defesa da dignidade e dos direitos das mulheres, não só através da colaboração da Delegação da Santa Sé nos trabalhos da conferência, como também falando diretamente ao coração e às mentes de todas as mulheres.
Na carta o seu autor propõe deter-se sobre o tema da dignidade e dos direitos da mulheres, considerados à luz da Palavra de Deus. Afirma que o ponto de partida deste diálogo não pode ser outro senão um obrigado. O agradecimento a Deus pela vocação e missão da mulher no mundo, torna-se assim um obrigado concreto a cada mulher pelo que tem representado na existência da humanidade.
Assim, o Papa apresenta o seu obrigado, a sua gratidão à mulher-mãe, à mulher-esposa, mulher-filha, mulher-irmã, mulher-trabalhadora, mulher-consagrada, e à mulher, pelo simples facto de ser mulher.
Lembra que a mulher ao longo da história muitas vezes foi ignorada na sua dignidade, deturpada nas suas prerogativas, marginalizada e mesmo reduzida à escravidão. O tema da libertação das mulheres, tem uma mensagem atual permanente que brota da atitude mesma de Cristo. Diz que há necessidade de conseguir uma igualdade social e jurídica efetiva de direitos e de tudo quanto diz respeito aos direitos e deveres de cidadania num regime democrático. Considera que neste campo a presença social da mulher determinará uma maior humanização dos sistemas com vistas à civilização do amor.
Faz o texto a condenação da violência sexual, da cultura hedonista e mercantilista que promover a exploração sistemática da sexualidade e faz um apelo aos Estados e organismos internacionais para que se faça o que for preciso para devolver à mulher o pleno respeito da sua dignidade e do seu papel.
O fundamento antropológico da dignidade da mulher é identificado sobretudo na Palavra de Deus. A realização do humano só ocorre mediante a complementariedade do feminino e do masculino. A esta unidade de dois Deus confiou a procriação e a vida da família e mesmo a construção da própria história.
Quanto ao gênio feminino", afirma a Carta que a Igreja vê na Virgem Maria a sua máxima expressão. Ao se colocar a serviço de Deus, Maria colocou-se a serviço da humanidade. Assim, "o seu reinado é serviço e o seu serviço é reinar."
O documento lembra Santa Catarina de Sena e Santa Teresa de Ávila, Doutoras da Igreja, título conferido pelo Papa Paulo VI, e muitas mulheres que ao longo de dois mil anos de história da Igreja deixaram uma herança benéfica, e relembra a série mártires, santas e místicas da Igreja. Conclui desejando que se ponha em evidência a verdade plena sobre a mulher.